# جاستن نيويل
جاستن نيويل (بالإنجليزية: Justin Newell)‏ هو لاعب كرة قدم بريطاني في مركز الهجوم، ولد في 8 فبراير 1980 في ألمانيا. لعب مع نادي توركي يونايتد.

## وصلات خارجية
- جاستن نيويل على موقع Soccerbase.com (لاعب) (الإنجليزية)